# De Vet Du
De Vet Du (буквально «Ви це знаєте» шведською мовою) — це шведська музична група, сформована в 2010 році, що змішувала в своїй музиці гумор і сарказм. De Vet Du створена в Лідінго, передмісті Стокгольма чотирма друзями Крістофером Мартлендом, Йоханом Гюнтербергом, Тором Валліном, і так званим «DJ Hunk».  Вони належать до Universal Music Sweden 

## Кар'єра
Спочатку члени стартували в Інтернеті, в основному на YouTube завантажуючи смішні відео під назвою "Lidingobladet" і незабаром стали онлайн-сенсаціями.  Переходячи до музики та гумору, вони розмістили своє перше відео "Dansa Är Kul (Men Jag Föredrar Å Supa)" (перекладається як: танцювати весело, але я хочу пити по-шведському).  Пізніше вони випустили свій дебютний альбом Shit Va Pin в 2012 році  і з цього альбому пісня "Fucka Ur" стала хітом у Sverigetopplistan - офіційному шведському чарті.  За нею був черговий сингл "Kär i en kändis" у 2013 році. 
Їх регулярні онлайн-пости, наповнені гумором, каламбурами та самобутньою веселою критикою соціальних явищ, привертають велику увагу, включаючи пісні типу "BoyBand", назва альбому "Shit Va Pin", "Hon va en han", "Sture" P "," Bågar Utan Glas "," Din Syrra ".  Вони також співпрацюють з багатьма іншими музикантами та звично показують їх у відео, наприклад "Haterz", в якому беруть участь Роберт Ашберг та "Данса Är Kul (Men Jag Föredrar Å Supa)".

## У народній культурі
De Vet Du представлений у рекламних роликах Björn Borg, зокрема, в пам'ятних серіях "Боксери або труси".  [Архівовано 24 грудня 2018 у Wayback Machine.]

## Дискографія

### Студійні альбоми
| Назва       | Деталі                                                                | Найвища позиція у чартах | Нагороди    |
| Назва       | Деталі                                                                | SWE                      | Нагороди    |
| ----------- | --------------------------------------------------------------------- | ------------------------ | ----------- |
| Shit Va Pin | - Вихід: 27 липня 2012 - Label: One Brain AB, Universal Music Sweden  | —                        |             |
| RadioMusik  | - Вихід: 14 лютого 2014 - Label: One Brain AB, Universal Music Sweden | 16                       | - GLF: Gold |

### Сингли
| Назва                                                   | Рік  | Найвища позиція у чартах | Нагороди           | Альбом            |
| Назва                                                   | Рік  | SWE                      | Нагороди           | Альбом            |
| ------------------------------------------------------- | ---- | ------------------------ | ------------------ | ----------------- |
| "Shit va pin"                                           | 2012 | —                        |                    | Shit va pin       |
| "Fucka ur"                                              | 2012 | 52                       | - GLF: 2× Platinum | RadioMusik        |
| "Boy Band"                                              | 2012 | —                        |                    | RadioMusik        |
| "Kär i en kändis"                                       | 2013 | 56                       | - GLF: Gold        | RadioMusik        |
| "Haterz" (featuring Robert Aschberg)                    | 2013 | —                        |                    | RadioMusik        |
| "Den kan inte stå"                                      | 2013 | —                        |                    | RadioMusik        |
| "Klä av dig naken"                                      | 2014 | 29                       | - GLF: Platinum    | RadioMusik        |
| "Swag i skogen" (featuring Alejandro Fuentes-Bergström) | 2014 | 59                       | - GLF: Gold        | Non-album singles |
| "Fy fan va stek"                                        | 2015 | 6                        | - GLF: 2× Platinum | Non-album singles |
| "Dansa som kungen"                                      | 2015 | 59                       | - GLF: Gold        | Non-album singles |
| "Road Trip"                                             | 2017 | 9                        | - GLF: Platinum    | В очікуванні      |
| "Vi sjunger"                                            | 2018 | 19                       |                    | В очікуванні      |
| "Profil"                                                | 2018 | 21                       |                    | В очікуванні      |

## Зовнішні посилання
- Shit Va Pin -- De Vet Du official website [Архівовано 23 січня 2019 у Wayback Machine.]
- De Vet Vu YouTube channel [Архівовано 11 лютого 2019 у Wayback Machine.]
- De Vet Du channel on Kanal5Play